# ITF Ashland
Das ITF Ashland (offiziell: Braidy Industries Women’s Tennis Classic, von 2004 bis 2008 Our Lady of Bellefonte Hospital Tennis Classic) ist ein Tennisturnier des ITF Women’s Circuit, das seit 2004 auf Hartplätzen in Ashland, Kentucky ausgetragen wird. von 2009 bis 2017 wurde das Turnier nicht gespielt.

## Siegerliste

### Einzel
| Jahr                                | Siegerin             | Finalgegnerin     | Ergebnis         |
| ----------------------------------- | -------------------- | ----------------- | ---------------- |
| ↓ Kategorie: $60.000 ↓              |                      |                   |                  |
| 2004                                | María Emilia Salerni | Kelly McCain      | 6:4, 6:4         |
| 2005                                | Napaporn Tongsalee   | Kristina Brandi   | 6:4, 2:6, 6:4    |
| 2006                                | Aleksandra Wozniak   | Ágnes Szávay      | 6:1, 7:62        |
| 2007                                | Melinda Czink        | Varvara Lepchenko | 6:1, 2:6, 6:4    |
| 2008                                | Varvara Lepchenko    | Carly Gullickson  | 5:7, 6:0, 6:2    |
| von 2009 bis 2017 nicht ausgetragen |                      |                   |                  |
| 2018                                | Gail Brodsky         | Maegan Manasse    | 4:6, 6:1, 6:0    |
| 2019                                | Ellen Perez          | Zoe Hives         | 6:3, 3:2 Aufgabe |

### Doppel
| Jahr                                | Siegerinnen                        | Finalgegnerinnen                   | Ergebnis         |
| ----------------------------------- | ---------------------------------- | ---------------------------------- | ---------------- |
| ↓ Kategorie: $60.000 ↓              |                                    |                                    |                  |
| 2004                                | Sandra Klösel María Emilia Salerni | Cory Ann Avants Kristen Schlukebir | 6:3, 6:3         |
| 2005                                | Teryn Ashley Amy Frazier           | Maria Fernanda Alves Ahsha Rolle   | 6:1, 6:4         |
| 2006                                | Julie Ditty Milagros Sequera       | Ashley Harkleroad Ágnes Szávay     | 6:3, 5:7, 6:2    |
| 2007                                | Maria Fernanda Alves Eva Hrdinová  | Maret Ani Sandra Klösel            | 7:65, 6:2        |
| 2008                                | Līga Dekmeijere Jelena Pandžić     | Julie Ditty Carly Gullickson       | 6:3, 3:6, [10:8] |
| von 2009 bis 2017 nicht ausgetragen |                                    |                                    |                  |
| 2018                                | Jovana Jakšić Renata Zarazúa       | Sanaz Marand Whitney Osuigwe       | 6:3, 5:7, [10:4] |
| 2019                                | Sanaz Marand Caitlin Whoriskey     | Vladica Babić Julia Rosenqvist     | 7:64, 6:4        |

## Quelle
- ITF Homepage